# Zemplínske Jastrabie
Zemplínske Jastrabie es un municipio del distrito de Trebišov en la región de Košice, Eslovaquia, con una población estimada a final del año 2024 de 651 habitantes.
Se encuentra ubicado al este de la región, en la cuenca hidrográfica del río Ondava (afluente del río Bodrog que, a su vez, lo es del Tisza), y cerca de la frontera con la región de Prešov y Hungría.

## Demografía
| Año        | 1994 | 2004    | 2014    | 2024    |
| ---------- | ---- | ------- | ------- | ------- |
| Población  | 582  | 633     | 665     | 651     |
| Diferencia |      | +8,76 % | +5,05 % | −2,10 % |

| Año        | 2023 | 2024    |
| ---------- | ---- | ------- |
| Población  | 643  | 651     |
| Diferencia |      | +1,24 % |